# نيليس بيمنتل
نيليس روسيو بيمنتل كامبوسانو (من مواليد 27 أبريل 1997) عارضة أزياء وملكة جمال بورتوريكو توجت ملكة جمال الأرض 2019. أصبحت أول امرأة من بورتوريكو ومنطقة البحر الكاريبي تفوز بمسابقة ملكة جمال الأرض 2019.